# Bezzecca
Bezzecca je bývalá obec, nyní součást obce Ledro v Itálii v provincii Trentino v údolí Valle di Ledro, zhruba 470 km severně od Říma a 36 km jihozápadně od Tridentu.
Jihovýchodně leží jezero Lago di Ledro.

## Historie
U obce proběhla 21. července 1866 jedna z bitev II. války za nezávislost Itálie mezi Rakousko-uherskou monarchií a Italským královstvím.
V květnu 1915 byli obyvatelé obce Bezzecca a okolních obcí evakuováni do vnitrozemí Rakouska-Uherska, často do Čech. V místě pak probíhaly boje I. světové války, během nichž byla obec poškozena. Obyvatelé se do svých domovů mohli vrátit až v průběhu roku 1919.
30. listopadu 2008 obyvatelé v místním referendu schválili sloučení dosavadních šesti obcí Ledrenského údolí do společné obce pod názvem Ledro. Sloučení vstoupilo v platnost 1. ledna 2010.

## Památky
Na území obce se nacházejí kostely svaté Lucie (na jihozápadním okraji obce) a svatého Štěpána (v centru obce).

## Sporty
V obci se nachází fotbalové hřiště.